# Max Him
Max Him, auch Max-Him oder The Max Him, war ein italienisches Italo-Disco-Projekt, das 1985 durch das Lied Lady Fantasy international bekannt wurde.

## Biografie
Die Produzenten Florian Fadinger (* 7. Mai 1960 in München; † 16. Januar 2013 ebenda) und Guido Felicani initiierten das Studioprojekt Max Him Anfang der 1980er Jahre. Der Projektname ist eine Ableitung vom Vornamen des Sängers Massimo Vaccari, der auf den ersten Stücken zu hören ist. Produzent der meisten Aufnahmen ist Ennio Manuel. Die erste Single, Roadhouse Blues, erschien 1983 bei Crash und Lion Records, zwei in Cologno Monzese ansässigen Sublabels von Il Discotto Productions. Der Nachfolger No Escape wurde, wie auch alle weiteren Tonträger des Projekts bis 1987, 1984 bei Cruisin’ Records aus Modena veröffentlicht. Als weiterer Leadsänger und Keyboarder stieß Guido Felix zum Projekt.
Großen Erfolg hatte Max Him 1985 mit dem von Romano Trevisani produzierten Track Lady Fantasy. Die Single platzierte sich im Sommer in den deutschen Charts und erreichte Platz 21. Im Februar des Folgejahres gelang mit Japanese Girl auf Platz 45 ein weiterer Charterfolg in Deutschland. Bis 1987 erschienen zwar einige weitere Singles, an den vorangegangenen Erfolg konnte Max Him aber nicht anknüpfen.

## Diskografie

### Album
- 1986: Danger Danger

### Kompilationen
- 2010: Best of Max Him
- 2014: The Original Maxi-Singles Collection (VÖ: 3. Oktober)

### Singles
- 1983: Roadhouse Blues
- 1984: No Escape
- 1985: Lady Fantasy
- 1985: Japanese Girl
- 1986: Danger Danger
- 1986: Melanie
- 1987: Just a Love Affair
- 2003: Lady Fantasy 2003